# Tipula (Tipula) soror soror
Tipula (Tipula) soror soror is een ondersoort van de tweevleugelige Tipula (Tipula) soror uit de familie langpootmuggen (Tipulidae). De ondersoort komt voor in het Afrotropisch gebied.